# Kamoshida Takashi
Takashi Kamoshida (鴨志田 誉 Kamoshida Takashi, sinh ngày 5 tháng 8 năm 1985 ở Ebina, Kanagawa) là một cầu thủ bóng đá người Nhật Bản. Hiện tại anh thi đấu cho Fukushima United FC.

## Thống kê sự nghiệp
Cập nhật đến ngày 23 tháng 2 năm 2018.
| Thành tích câu lạc bộ | Thành tích câu lạc bộ | Thành tích câu lạc bộ | Giải vô địch | Giải vô địch | Cúp                   | Cúp                   | Tổng cộng | Tổng cộng |
| Mùa giải              | Câu lạc bộ            | Giải vô địch          | Số trận      | Bàn thắng    | Số trận               | Bàn thắng             | Số trận   | Bàn thắng |
| Nhật Bản              | Nhật Bản              | Nhật Bản              | Giải vô địch | Giải vô địch | Cúp Hoàng đế Nhật Bản | Cúp Hoàng đế Nhật Bản | Tổng cộng | Tổng cộng |
| --------------------- | --------------------- | --------------------- | ------------ | ------------ | --------------------- | --------------------- | --------- | --------- |
| 2008                  | Tochigi SC            | JFL                   | 19           | 1            | 1                     | 0                     | 20        | 1         |
| 2009                  | Tochigi SC            | J2 League             | 48           | 1            | 1                     | 0                     | 49        | 1         |
| 2010                  | Tochigi SC            | J2 League             | 6            | 0            | 1                     | 0                     | 7         | 0         |
| 2011                  | Tochigi SC            | J2 League             | 7            | 0            | 0                     | 0                     | 7         | 0         |
| 2012                  | Fukushima United FC   | JRL (Tohoku, Div. 1)  | 7            | 1            | 2                     | 0                     | 9         | 1         |
| 2013                  | Fukushima United FC   | JFL                   | 33           | 2            | 2                     | 0                     | 35        | 2         |
| 2014                  | Fukushima United FC   | J3 League             | 33           | 2            | 1                     | 0                     | 34        | 2         |
| 2015                  | Fukushima United FC   | J3 League             | 30           | 1            | 1                     | 0                     | 31        | 1         |
| 2016                  | Fukushima United FC   | J3 League             | 18           | 0            | 2                     | 1                     | 20        | 1         |
| 2017                  | Fukushima United FC   | J3 League             | 29           | 2            | –                     | –                     | 29        | 2         |
| Tổng                  | Tổng                  | Tổng                  | 223          | 7            | 11                    | 1                     | 234       | 8         |